# الحبيب الأزرق
الحبيب الأزرق  هو سياسي تونسي.

## السيرة الذاتية
تولى الحبيب الأزرق منصب وزير المواصلات في حكومة حامد القروي بين 20 فبراير 1991 و25 يناير 1995. شغل أيضا منصب سفير تونس في كندا.